# Horváth Péter (sakkozó)
Horváth Péter (Pécs, 1972. június 17. –) magyar sakkozó, nemzetközi nagymester.

## Pályafutása
1996-ban lett nemzetközi mester, 2006-ban szerezte meg a nemzetközi nagymesteri címet. A nagymesteri normát 2001-ben Seefeldben a Casino Seefeld Openen, a magyar sakkcsapatbajnokság 2003/2004-es szezonjában elért eredményével, valamint 2005-ben a Vila de Benasque Open versenyen teljesítette.
A 2016. júniusban érvényes Élő-pontértéke 2432. A magyar ranglistán az aktív játékosok között az 50. helyen áll. Legmagasabb pontértéke a 2002. júliusban elért 2514 volt.

## Csapateredményei
A 2011-es MITROPA Kupán 4. helyezést elért magyar válogatott tagja volt.

## Kiemelkedő versenyeredményei
- 1. helyezés: Statisztika Turnier in Budapest (1996),
- megosztott 1. helyezés: Cseppkő Open in Aggtelek (1996),
- 2. helyezés: Harkány (2000)
- 2. helyezés: Jósvafő (2001)[7]
- 1. helyezés: Harkány (2001)
- 1. helyezés: Seefeld (2001)[8]
- 2-4. helyezés: Hajdúszoboszló (2001)[9]
- 1. helyezés: 17. Finkenstein Open Latschach (2001)[10]
- 2-3. helyezés FS10 GM (2001)[11]
- 2-5. helyezés FS12 GMB (2001)[12]
- 2-3. helyezés: FS04 GMB (2002)[13]
- megosztott 1. helyezés: Zalakaros (2002)[14]
- 2-4. helyezés: Seefeld (2002)[15]
- 3. helyezés: FS10 GM (2002)[16]
- 2. helyezés: Feffernitz (2002)[17]
- 1. helyezés: FS12 GM-Turnier Budapest (2002)[18]
- 1-3. helyezés: FS03 GM-Turnier, Budapest (2003)[19]
- 1. helyezés: Porto San Giorgio (2005)
- 1-3. helyezés: Gyula (2005)[20]
- 2-4. helyezés: Balatonlelle (2005)[21]
- 2. helyezés: Linz (2007)[22]
- 2-5. helyezés Zalakaros (2007)[23]
- 1. helyezés: Sankt Veit an der Glan (2007)
- 1-2. helyezés: Héviz (2009)[24]